# Jezero (Kakanj, BiH)
Jezero je naseljeno mjesto u općini Kakanj, Federacija Bosne i Hercegovine, BiH.

## Stanovništvo

### 1991.
Nacionalni sastav stanovništva 1991. godine, bio je sljedeći:
ukupno: 159
- Muslimani – 144
- Srbi – 11
- Hrvati – 1
- Jugoslaveni – 3

### 2013.
Nacionalni sastav stanovništva 2013. godine, bio je sljedeći:
ukupno: 216
- Bošnjaci – 193
- Hrvati – 2
- ostali, neopredijeljeni i nepoznato – 21